# Ceratosauria
Infra-ordre
Taxons de rang inférieur
- † Ceratosauridae
- super-famille † Abelisauroidea:
  - † Abelisauridae
  - † Noasauridae

Les Ceratosauria sont un infra-ordre de dinosaures théropodes qui vivaient entre le Jurassique et le Crétacé et plus précisément entre le Kimméridgien et le Maastrichtien.

## Classification
Liste des familles:
- † Ceratosauridae
- super-famille † Abelisauroidea:
  - † Abelisauridae
  - † Noasauridae

## Phylogénie

### Place au sein des théropodes
Phylogénie simplifiée des groupes de théropodes, d'après Hendrickx et al., 2015 :
- Theropoda
  - †Coelophysoidea
  - 
    - †Dilophosauridae
    - Averostra
      - †Ceratosauria
      - Tetanurae
        - †Megalosauroidea
        - Avetheropoda
          - †Allosauroidea
          - Coelurosauria
            - †Tyrannosauroidea
            - 
              - †Compsognathidae
              - Maniraptoriformes
                - †Ornithomimosauria
                - Maniraptora
                  - †Alvarezsauroidea
                  - 
                    - †Therizinosauria
                    - Pennaraptora
                      - †Oviraptorosauria
                      - Paraves
                        - Avialae
                        - Oiseaux

### Phylogénie interne
D. Pol et O. Rauhut ont proposé en 2012 le cladogramme suivant pour les Ceratosauria :
- Ceratosauria
  - Berberosaurus
  - Deltadromeus
  - 
    - 
      - Spinostropheus
      - 
        - Limusaurus
        - Elaphrosaurus

    - Neoceratosauria
      - Ceratosauridae
        - Ceratosaurus
        - Genyodectes

      - Abelisauroidea
        - Noasauridae
          - Laevisuchus
          - Masiakasaurus
          - Noasaurus
          - Velocisaurus

        - Abelisauridae
          - Eoabelisaurus
          - 
            - Rugops
            - 
              - Abelisaurus
              - Carnotaurinae
                - 
                  - Majungasaurus
                  - Indosaurus
                  - Rajasaurus

                - Brachyrostra
                  - 
                    - Ilokelesia
                    - Ekrixinatosaurus
                    - Skorpiovenator

                  - Carnotaurini
                    - Carnotaurus
                    - Aucasaurus